# Paul Channon, Baron Kelvedon
Henry Paul Guinness Channon, Baron Kelvedon, PC (* 9. Oktober 1935 in London; † 27. Januar 2007 in Kelvedon Hatch, Brentwood, Essex) war ein britischer Politiker und Life Peer. Er war von 1958 bis 1997 Abgeordneter des House of Commons, von 1986 bis 1987 Industrie- und Handelsminister sowie von 1987 bis 1989 Verkehrsminister des Vereinigten Königreichs.

## Leben
Channon entstammte der berühmten Guinness-Dynastie, die auf den irischen Bierbrauer Arthur Guinness zurückgeht. Schon in früher Kindheit hatte er Kontakt zu den obersten Gesellschaftskreisen des Vereinigten Königreichs. Eduard VIII. schenkte ihm einen Stoffpanda, Edward, 2. Duke of Kent zählte zu seinen Kindheitsfreunden und der Schriftsteller Terence Rattigan widmete ihm das Stück The Winslow Boy.
Die Zeit des Zweiten Weltkriegs verbrachte er in Hyde Park, New York bei der Familie Astor, wo Franklin D. Roosevelt einer seiner Nachbarn war. Nachdem Channon nach England zurückgekehrt war, besuchte er die Lockers Park School in Hemel Hempstead und anschließend das Eton College. Daraufhin ging er nach Zypern, wo er von 1955 bis 1956 als Second Lieutenant der Royal Horse Guards seinen Militärdienst leistete. Zurück in London pflegte er Kontakt mit den Nichten Prince Philips sowie mit Princess Margaret. 1956 begann er ein Studium in Oxford am  Christ Church College. Dort wurde er der Präsident der Hochschulgruppe der Conservatives und 1958 Präsident der Oxford Union.

### Familie
Channon war der einzige Sohn des Parlamentsabgeordneten Henry Channon und dessen Frau Lady Honor Channon. Seine Großeltern mütterlicherseits waren Rupert Guinness, 2. Earl of Iveagh und Gwendolen Guinness, Countess of Iveagh.
1963 heiratete er Ingrid Olivia Georgia Guinness, die zuvor die Ehefrau seines Cousins Jonathan Guinness gewesen war und aus dieser Verbindung drei Kinder mit in die Ehe brachte. Aus Channons Ehe mit Ingrid gingen wiederum drei Kinder hervor:
- Olivia Gwendolen Violet Channon (* 1964; † 1986),[5]
- Georgia Honor Margaretha Channon (* 1966),[5]
- Henry Channon (* 1970).[5]

Channons Tochter Olivia studierte so wie er in Christ Church, Oxford. Nach einer Party im Studentenwohnheim Gottfried von Bismarcks wurde sie tot aufgefunden. Sie starb an einer Überdosis Heroin, nachdem sie zuvor einen Abschiedsbrief hinterlassen hatte.

## Politik

### Anfangszeit
Channons Großvater Rupert Guinness zog 1912 für den Wahlbezirk Southend ins Britische Unterhaus ein. Seither wurde dieser Parlamentssitz durchgängig von Familienmitgliedern eingenommen. 1927 folgte Gwendolen Guinness ins Parlament und 1935 konnte schließlich Henry Channon, der Vater Paul Channons, den Sitz erobern. 1958 starb Henry Channon und sein Platz im Parlament musste in einer Nachwahl neu vergeben werden. Paul Channon, der sich damals gerade in seinem Abschlussjahr in Oxford befand, entschloss sich, für die Nachfolge seines Vaters zu kandidieren. Obwohl die offensichtliche Vetternwirtschaft von verschiedenen Seiten angeprangert wurde (insbesondere Lord Beaverbrook opponierte in seinen Zeitungen gegen die Nominierung Channons), wurde er von der Conservative Party nominiert und in der Folge auch ins Parlament gewählt. Er nahm seinen Sitz dort am Vortag seines 24. Geburtstags zum ersten Mal ein. Bei seinem Eintritt ins Parlament war er der Jüngste aller Abgeordneten, das sogenannte Baby of the House. Diesen inoffiziellen Titel behielt er bis zur Wahl Edward Taylors 1964.
Seine Antrittsrede im House of Commons hielt Channon zur Lage in Zypern. Noch in seinem ersten Jahr als Abgeordneter wurde er Parlamentarischer Privatsekretät des Energieministers Richard Wood. Von 1961 bis 1964 nahm er diese Rolle dann unter Rab Butler ein. 1965 wählte man ihn in die Exekutive der 1922 Group, der Gruppierung der Abgeordneten der Conservatives, die keine offiziellen Ämter in der Regierung oder der Opposition innehaben.
Während seiner Zeit als Parlamentarier scheute sich Channon nicht davor, mit Abgeordneten der Labour Party zusammenzuarbeiten. Er unterstützte Sydney Silverman in dessen Bestrebungen zur Abschaffung der Todesstrafe und stellte sich gegen die Akzeptierung der einseitigen Unabhängigkeitserklärung Rhodesiens durch die weiße Minderheit unter Ian Smith.
1965 übernahm Edward Heath die Führung der Conservative Party. Unter ihm wurde Channon zunächst Oppositionssprecher für öffentliche Bauten und Arbeiten und zwei Jahre später Parteisprecher für Kunstangelegenheiten.

### Weitere Karriere
1970 übernahmen die Conservatives unter Heath die Regierung und Channon nahm nacheinander Posten in verschiedenen Ministerien wahr. Zunächst war er Parlamentarsekretär im Wohnungsministerium (Ministry for Housing and Local Government), dann von 1970 bis 1972 Parlamentarischer Unterstaatssekretär im neugeschaffenen Umweltministerium und anschließend für sechs Monate Staatssekretär (Minister of State) für Nordirland. Schließlich kehrte er ins Wohnungsministerium zurück, diesmal als Staatssekretär. Er machte also langsam und beständig Karriere, ohne dabei allzu große Sprünge zu vollbringen.
Nachdem die Conservatives im Februar 1974 ihre Mehrheit im Parlament verloren hatten, wurde er unter Heath zunächst Sprecher für Preispolitik und, nachdem die Wahlen im Oktober 1974 ebenfalls verloren gingen, schließlich Schattenminister für Umwelt.
Als Margaret Thatcher 1975 die Führung der Conservative Party übernahm, erhielt Channons Karriere einen Knick, da sie keine Posten für ihn vorgesehen hatte. Auf die hinteren Parlamentsränge verwiesen, widmete er sich der Kultur- und Europapolitik. Außerdem trat er wieder in den Vorstand der Guinness-Brauerei ein. Bei der Europawahl 1979 wollte er kandidieren, verfehlte jedoch die Nominierung durch seine Partei.
Nachdem Thatcher 1979 Premierministerin geworden war, wollte sie Channon zunächst ins House of Lords berufen. Doch dieser widersprach und wurde stattdessen als Stellvertreter von Lord Soames ins Ministerium für den öffentlichen Dienst entsendet. Da Soames in Afrika mit der Übergabe der Regierungsgeschäfte an den neu entstehenden Staat Simbabwe beschäftigt war, wurde das Ministerium in dieser Zeit de facto von Channon geleitet. Channon machte hierbei eine gute Figur, was ihm 1980 die Berufung ins Privy Council und im darauffolgenden Jahr die Ernennung zum Kulturminister (Minister of the Arts) einbrachte.
In Thatchers zweiter Amtszeit, ab 1983, wechselte er ins Handels- und Industrieministerium, wo er unter Cecil Parkinson Staatssekretär war. Nach dem Rücktritt Parkinsons leitete er das Ministerium für kurze Zeit kommissarisch, ehe Norman Tebbit den Ministerposten übernahm. Während sich Tebbit aufgrund seiner Verletzungen, die er sich beim Bombenanschlag auf das Grand Hotel in Brighton zugezogen hatte, für einige Monate aus der aktiven Politik zurückziehen musste, leitete Channon das Ministerium ein zweites Mal übergangsweise. Nachdem Tebbit zum Parteivorsitzenden aufstieg, erbte jedoch nicht Channon den Ministerposten, sondern Leon Brittan, und es dauerte bis zum Rücktritt Brittans 1986, bis Channon schließlich Handels- und Industrieminister wurde.

### Im Kabinett
Obwohl Channon das Handels- und Industrieministerium nur für ein Jahr, von 1986 bis 1987, leitete, schaffte er es dennoch, sich nachhaltig einzubringen. Er stoppte die Verkäufe von British Leyland und Austin-Rover an General Motors respektive Ford, unterband die Fusion von Tate & Lyle mit British Sugar und kürzte die Mittel der verstaatlichten Schiffsindustrie. Sein Wirken fand zwar nicht überall Zustimmung, dennoch wurde seine Fähigkeit, unabhängig zu urteilen, allgemein anerkannt.
Nach den Wahlen 1987 wurde Channon aus dem  Handels- und Industrieministerium abberufen und stattdessen als Verkehrsminister eingesetzt. Er machte sich um den Ausbau von Straßen, Brücken und des Schienennetzes verdient und bereitete den Weg für die Privatisierung der Bahn.
In Channons Zeit als Verkehrsminister musste er sich zahlreichen Verkehrsunglücken auseinandersetzen:
- Am 6. März 1987 kostete der Untergang des Fährschiffes Herald of Free Enterprise  187 Menschen das Leben. Das Unglück fand zwar drei Monate vor Channons Amtsantritt statt, trug aber dazu bei, dass er sich der Verkehrssicherheit, insbesondere von Fähren, in besonderem Maße widmete.[3]
- Am 18. November 1987 kam es zu einem Brand im Londoner Bahnhof King’s Cross, der 31 Menschen das Leben kostete.[8]
- Am 12. Dezember 1988 gab es beim Eisenbahnunfall von Clapham Junction 35 Tote und 113 Verletzte.[3]
- Am 21. Dezember 1988 kamen beim Lockerbie-Anschlag 270 Menschen ums Leben.[8]
- Am 8. Januar 1989 kamen bei einem Flugzeugabsturz bei Kegsworth 44 Menschen ums Leben.[3]

Sein Krisenmanagement wurde dabei stark kritisiert; insbesondere, als er zwei Tage nach dem Lockerbie-Anschlag in den Urlaub auf die Insel Mustique flog und seinen damaligen Juniorminister Michael Portillo mit den anstehenden Aufgaben betraute. Im Zuge von Thatchers Regierungsneubildung 1989 wurde Channon nicht mehr berücksichtigt.

### Nach der Zeit in der Regierung
1992 unternahm Channon den Versuch, zum Speaker des House of Commons gewählt zu werden. Er wäre das vierte Mitglied seiner Familie gewesen, dem diese Aufgabe zuteilwurde, konnte sich aber nicht durchsetzen. 1995 gab er bekannt, bei den Wahlen 1997 nicht mehr antreten zu wollen und schied folgerichtig nach 39 Jahren aus dem Unterhaus aus.
Nach seinem Abschied aus dem House of Commons wurde er 1997 in den Stand eines Life Peer erhoben. Seitdem trug er offiziell den Titel Baron Kelvedon, of Ongar in the County of Essex.
Da er in der Folgezeit schwer erkrankte, zunächst an Depressionen, später an der Alzheimer-Krankheit, konnte er sich an der Politik des House of Lords nicht mehr aktiv beteiligen.
Paul Channon starb im Alter von 71 Jahren in seinem Heimatort Kelvedon Hatch im Borough of Brentwood.